# 何塞·马莫尔
何塞·佩德罗·克里索洛戈·马莫尔（西班牙語：José Pedro Crisólogo Mármol，1817年12月2日—1871年8月12日）阿根廷小說家、詩人、记者、政治人物、图书管理员、外交官，拉丁美洲浪漫主義文學的代表作家之一。早年因反抗高地酋羅薩斯的統治而被监禁，並因此被迫流亡烏拉圭，罗萨斯下台後返回阿根廷从政。其代表作為長篇小說《阿瑪莉亞》等。

## 生平
何塞·马莫尔於1817年生于布宜諾斯艾利斯，父母分别是胡安·安東尼奧·馬爾莫爾（Juan Antonio Mármol）和瑪麗亞·荷西法·薩瓦萊拉（María Josefa Zavalera）。1831年，他隨家人遷往他母親的出生地乌拉圭蒙得維的亞，之后，马莫尔进入布宜诺斯艾利斯大学学习法律，但后来放弃学业，转而从政。当时，埃斯特万·埃切维里亚、多明戈·福斯蒂诺·萨米恩托、胡安·包蒂斯塔·阿爾韋迪等青年作家组建的文学沙龙“1837年一代”在阿根廷年轻世代间具有影响力，這些作家鼓動社會變革，批判布宜诺斯艾利斯省独裁者胡安·曼努埃尔·德·罗萨斯的统治，倡導國家採取單一制、建立社會精英為核心的憲政體制、推動自由貿易、言論自由、發展國民教育:7-9，但馬莫尔并没有参與，而是用自己的方式表达了對高地酋胡安·曼努埃尔·德罗萨斯的不满，1839年4月，他因散发反罗萨斯的宣传物而被当局拘留6天，獲釋後流亡烏拉圭蒙得维的亚。三年后，胡安·曼努埃尔·德罗萨斯的盟友曼努埃尔·奥里韦围攻蒙得维的亚，马莫尔再次逃到里约热内卢，1846年又返回蒙得维的亚，继续创作诗歌、从事新闻出版，抨击罗萨斯的统治，在此期间，他创作了诗歌《十字军》及小说《阿瑪莉亞》等作品。
胡安·曼努埃尔·德罗萨斯倒台後，马莫尔返回阿根廷，担任布宜诺斯艾利斯省议员。1861年，巴托洛梅·米特雷擊敗邦聯軍，自任总统，他随即任命馬莫爾为驻巴西帝国全权公使，离开巴西后，於1868年出任阿根廷國家圖書館馆长，後因失明退休。1871年8月9日，馬莫爾在布宜诺斯艾利斯去世，《民族報》於第二天刊登了他的讣告，並对其反抗暴政的创作生涯予以肯定:5。今日布宜諾斯艾利斯市的一座图书馆以他的名字命名，以向他致敬。

## 作品
19世紀初期的阿根廷文壇深受古典主義之影響，但埃斯特万·埃切维里亚等人则反对因襲西班牙文學傳統，主张走出传统，创造生動、活躍而感動人心的作品，从而带动了浪漫主义潮流在阿根廷兴起，而与之同时代的馬莫爾也受其與一些欧洲浪漫主义作家的影响，作品具有浪漫抒情的特点:8，其创作高潮亦正值罗萨斯独裁统治时期，因此作品也具有反独裁倡导民主的特点，而在罗萨斯倒台后，馬莫爾的创作灵感也日渐枯竭。
马莫尔的代表作是长篇小说《阿瑪莉亞》，小说叙述了在1840年5月4日当天，高地酋羅薩斯大肆搜捕反对派人士，反罗萨斯的一元黨人爱德华多遭当局击伤后脱逃，並与看护他的阿瑪莉亞發生恋情，正当他们秘密举行婚礼时，警察突然破门逮人，爱德华多最终也在與警察的搏斗中身亡。其挞伐了羅薩斯壓迫統治下的阿根廷社會，亦與多明戈·福斯蒂诺·萨米恩托的《法昆多》、埃切维里亚的《屠场》被合称为拉丁美洲浪漫主义文学三大杰作。另外，馬莫爾亦长于诗歌及诗剧创作，著有诗歌《巡礼者》（El peregrino）、诗集《和声》（Armonias）、诗剧《十字军》（El Cruzado）等。《巡礼者》记叙了作者自己從乌拉圭前往智利旅途中的见闻及感想，这部作品深受拜伦勋爵《恰尔德·哈罗尔德游记》的影响，其對自由的歌頌貫穿全詩:8-10。《十字军》则是一部第二次十字军东征为题材的戏剧，其创作受到了另一位英国作家沃尔特·司各特《十字军英雄记》的影响。

## 延伸阅读
- Mármol, José. . 由江乐、李卞、凌立翻译. 中国广西: 漓江出版社. 1985-09. OCLC 298869083 （中文（中国大陆））.